# 比利艾斯帕萨
比利艾斯帕萨，是西班牙卡斯蒂利亚-莱昂布尔戈斯省的一个市镇。总面积20平方公里，总人口25人（2001年），人口密度1人/平方公里。